# Nisís Áyios Evstáthios
Nisís Áyios Evstáthios är en ö i Grekland.   Den ligger i prefekturen Kykladerna och regionen Sydegeiska öarna, i den sydöstra delen av landet, 150 km sydost om huvudstaden Aten. Arean är 0,19 kvadratkilometer.
Terrängen på Nisís Áyios Evstáthios är platt. Öns högsta punkt är 18 meter över havet. Den sträcker sig 0,6 kilometer i nord-sydlig riktning, och 0,4 kilometer i öst-västlig riktning.